# Karl Heinrich Meyer (Landschaftsarchitekt)
Karl Meyer (auch: Karl-Heinrich Meyer und Karl Heinrich Meyer; * 28. November 1903 in Mannheim; † 25. August 1988 in Brelingen) war ein deutscher Garten- und Landschaftsarchitekt, Hochschullehrer und Leiter der Herrenhäuser Gärten.

## Leben
Der noch im Deutschen Kaiserreich geborene Karl Meyer begab sich nach seiner ersten Ausbildung zunächst auf Wanderjahre und besuchte von 1921 bis 1924 erst Neapel und dort insbesondere den Botanischen Garten, dann auch Nordost- und Zentralafrika.
In den Jahren von 1924 bis 1928 absolvierte Meyer eine Gärtnerlehre und besuchte in Proskau die dortige Höhere Gärtnerlehranstalt. Nachdem er sich 1928 kurzzeitig in Grönland und Schweden aufgehalten hatte, wurde er ab demselben Jahr und bis 1930 in Hannover in der städtischen Baumschule und Stadtgärtnerei tätig.
Von 1930 bis 1932 wirkte Meyer an der Lehr- und Forschungsanstalt Gartenbau Berlin-Dahlem (LuFA), 1932 als Diplom-Gartenbauinspektor.
1933 trat Meyer in Hannover in das Städtische Gartenamt ein und unterrichtete ab demselben Jahr als Berufsschullehrer in der Stadt. Daneben betätigte er sich bei der Bepflanzung der Gartenschau „Jadega“ und des Geländes des neugeschaffenen Maschsees. Ab 1936 Leitete Karl Meyer in Herrenhausen zunächst den Berggarten und stellte seitdem die vernachlässigten Herrenhäuser Gärten wieder her. Am 20. Dezember 1939 beantragte er die Aufnahme in die NSDAP und wurde zum 1. Januar 1940 aufgenommen (Mitgliedsnummer 7.787.855).
Unmittelbar nach Ende des Zweiten Weltkrieges, in dem die Herrenhäuser Gärten während der Luftangriffe auf Hannover durch 2000 Fliegerbomben verwüstet und auch die Gewächshäuser zerstört worden waren, leitete Meyer zunächst noch unter der Britischen Militärregierung ab 1945 auch den Georgengarten, den Großen Garten und schließlich auch die anderen der Herrenhäuser Gärten. In der Folgezeit schuf er – nach Ansicht von Fachleuten – den „künstlerisch vollkommensten botanischen Garten Europas“ sowie die Orchideensammlung mit seinerzeit rund 2000 Arten, darunter dem nach ihm benannten asiatischen Frauenschuh, der im Londoner Orchideenregister unter dem Namen „Prof. Meyer, Herrenhausen“ verzeichnet ist.
Ab 1949 hielt Meyer in den folgenden gut zwei Jahrzehnten bis 1970 zahlreiche Vorlesungen über Freilandgartenkunde sowie Gartenbaugeschichte an der Technischen Universität Hannover (TU), ab 1959 als außerplanmäßiger Professor an der Fakultät für Gartenbau der TU Hannover. In diesem Zeitraum leitete er ab 1956 die Wiederherstellung der Herrenhäuser Gärten, insbesondere die Rekonstruktion des Großen Gartens nach barocken Vorbildern. Parallel dazu gab er von 1956 bis 1960 die Zeitschrift Deutscher Garten heraus.
1968 wurde Meyer in den Ruhestand verabschiedet. In der Folgezeit zeichnete er von 1969 bis 1978 verantwortlich für die Wiederherstellung der barocken Gartenanlage von Schloss Brühl, war darüber hinaus mit Aufgaben in Schloss Charlottenburg und Kalkum betraut. Zudem betätigte er sich als Fachmann für Staudengewächse, als Gutachter für historische Gärten sowie als Planer für Gartenschauen. Daneben betätigte er sich als Mitglied im „Wandervogel“.

## Weitere Ehrungen
- 1974 wurde Karl Heinrich Meyer mit der Verleihung der Stadtplakette Hannover ausgezeichnet.[1]
- Verzeichnung des Namens des asiatischen Frauenschuhs unter dem Namen „Prof. Meyer, Herrenhausen“ im Orchideenregister in London.[3]

## Schriften (Auswahl)
- Stauden im Schatten, Hannover: Schaper, 1957
- Gefährten des Gartenjahres. Ein Buch für Freunde des Gartens über winterharte Blumenzwiebeln und Knollenpflanzen (= Pareys Bücher für Freunde des Gartens), mit 100 Abbildungen [von Ernst Bartens u. a.], Hamburg; Berlin: Parey, 1960
- Karl H. Meyer: Königliche Gärten. Dreihundert Jahre Herrenhausen, Hannover: Fackelträger-Verlag Schmidt-Küster, 1966
- Pflanzen der Heimat erzählen, mit 57 Aufnahmen von Hans Lasswitz, Hannover: Madsack, 1969
- Gartenblumen, ein Taschenführer, Hannover: Fackelträger-Verlag Schmidt-Küster, 1969, ISBN 978-3-7716-1704-2 und ISBN 3-7716-1704-9
- Orchideen in Wort und Bild, mit Aufnahmen von Kurt Beyer, Herrsching: Pawlak, 1974